# Xerocomellus porosporus
Bolet fissuré
Espèce
Statut de conservation UICN

 LC  : Préoccupation mineure
Xerocomellus porosporus, le Bolet fissuré, est une espèce de champignon (Fungi) basidiomycète du genre Xerocomellus dans la famille des Boletaceae. Il est caractérisé par sa chair gris noirâtre dans la moitié inférieure de son pied à la coupe.

## Taxonomie
Le nom correct complet (avec auteur) de ce taxon est Xerocomellus porosporus (Imler ex Watling) Šutara.
L'espèce a été initialement classée dans le genre Boletus sous le basionyme Boletus porosporus Imler ex Watling.

### Synonymes
Xerocomellus porosporus a pour synonymes :
- Boletus porosporus var. americanus A.H.Sm. & Thiers
- Boletus porosporus Imler
- Boletus porosporus Imler ex G.Moreno & Bon
- Boletus porosporus Imler ex Watling
- Xerocomus porosporus (Imler ex Watling) Contu
- Xerocomus porosporus Imler

### Phylogénie

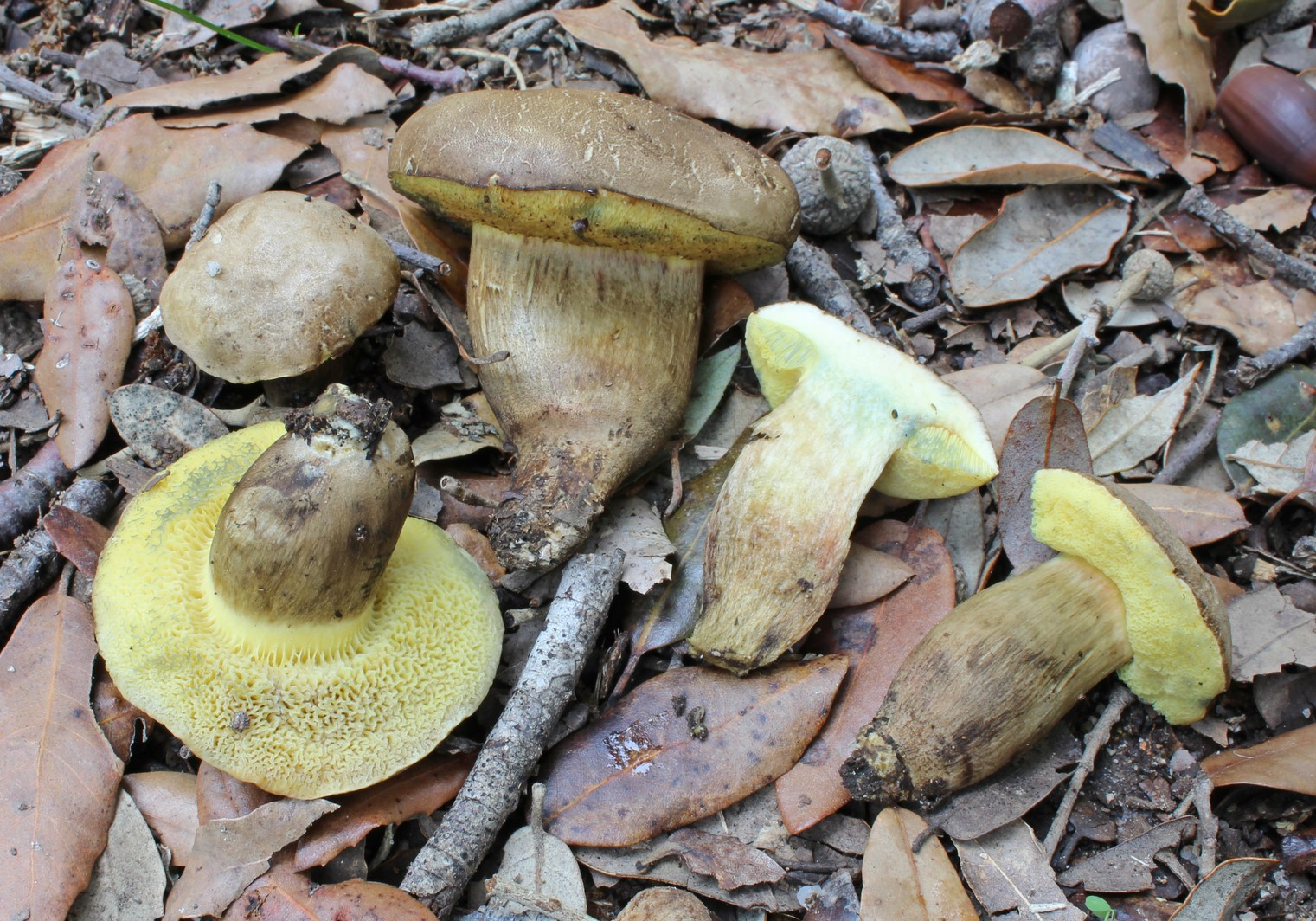
Collection de sporophores de X. porosporus en Italie.

Ce bolet a été décrit et a reçu le nom scientifique de Xerocomus porosporus en 1958 par Louis Imler (1900 - 1993), fondateur du Cercle Mycologique d'Anvers. Le nom scientifique actuellement accepté de Xerocomellus porosporus date d'une publication de 2008 du mycologue tchèque Josef Šutara, qui a étudié en détail les caractéristiques morphologiques de ce bolet et d'autres espèces de bolets étroitement apparentés - depuis lors confirmées par des études d'ADN.

### Étymologie
L'épithète spécifique porosporus fait référence aux spores tronquées distinctives de cette espèce.

## Description du sporophore

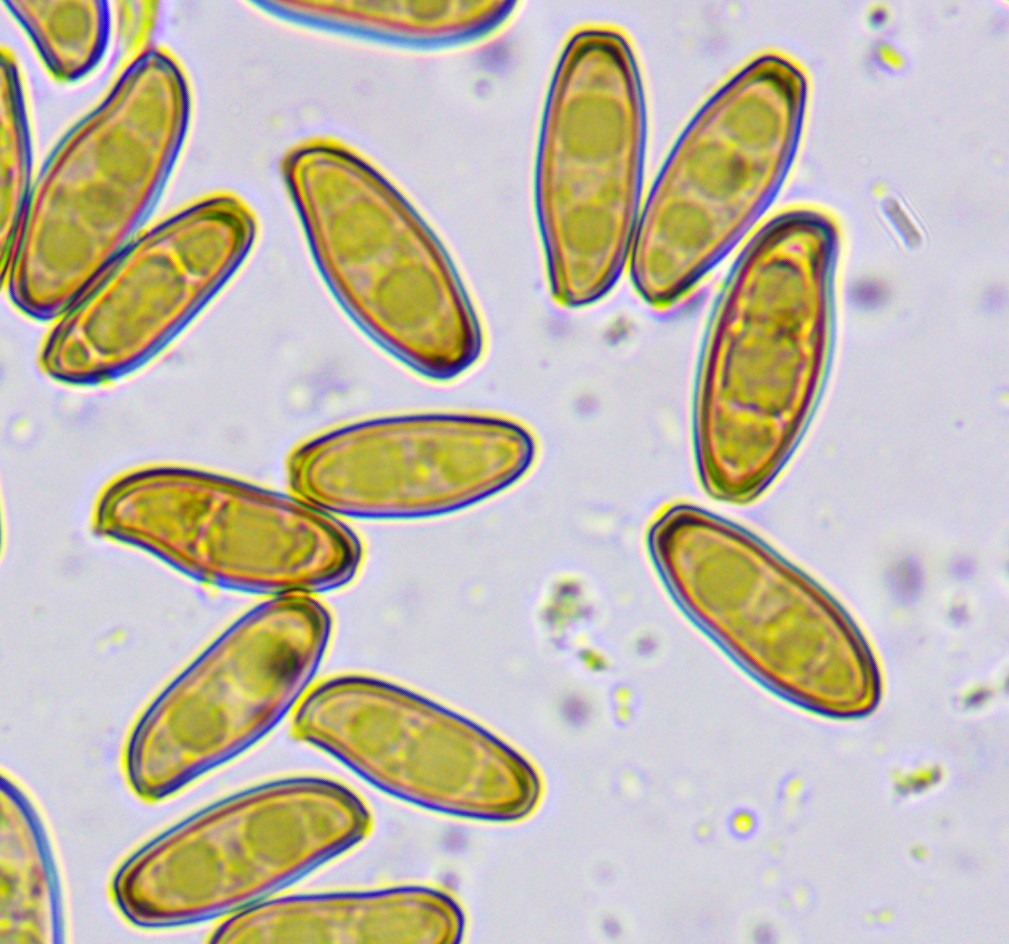
Spores de X. porosporus.

Les bolets sont des champignons dont l'hyménophore constitué de tubes et terminés par des pores, se sépare facilement de la chair du chapeau. Ce chapeau d'abord rond, recouvert d'une cuticule, devient convexe à mesure qu’il vieillit. Ils ont un pied (stipe) central assez épais et une chair compacte. Les caractéristiques morphologiques de X. porosporus sont les suivantes :
Son chapeau mesure de 3 à 8 cm, en général brun terne, brun olive à brun-gris noirâtre, mais aussi parfois rouge, se craquelant typiquement très tôt, en tous sens et laissant voir la chair blanche.
L'hyménophore présente des tubes jaunâtres, puis jaune olivâtre terne, bleuissants. Les pores sont concolores aux tubes.
Son stipe mesure de 3 à 8 cm x 0,5 à 2 cm, jaunâtre terne au sommet mais gris olivâtre fuligineux, voire gris noirâtre en allant vers la base.
La chair est pâle, blanchâtre ou jaunâtre, parfois tachée de rouge vineux, gris fuligineux à gris noirâtre dans la base du pied, faiblement bleuissante.

### Caractéristiques microscopiques
Ses spores mesurent 11 à 15 μm x 4,5 à 6,5 μm, elles sont allongées-fusoïdes, tronquées au sommet.

## Galerie

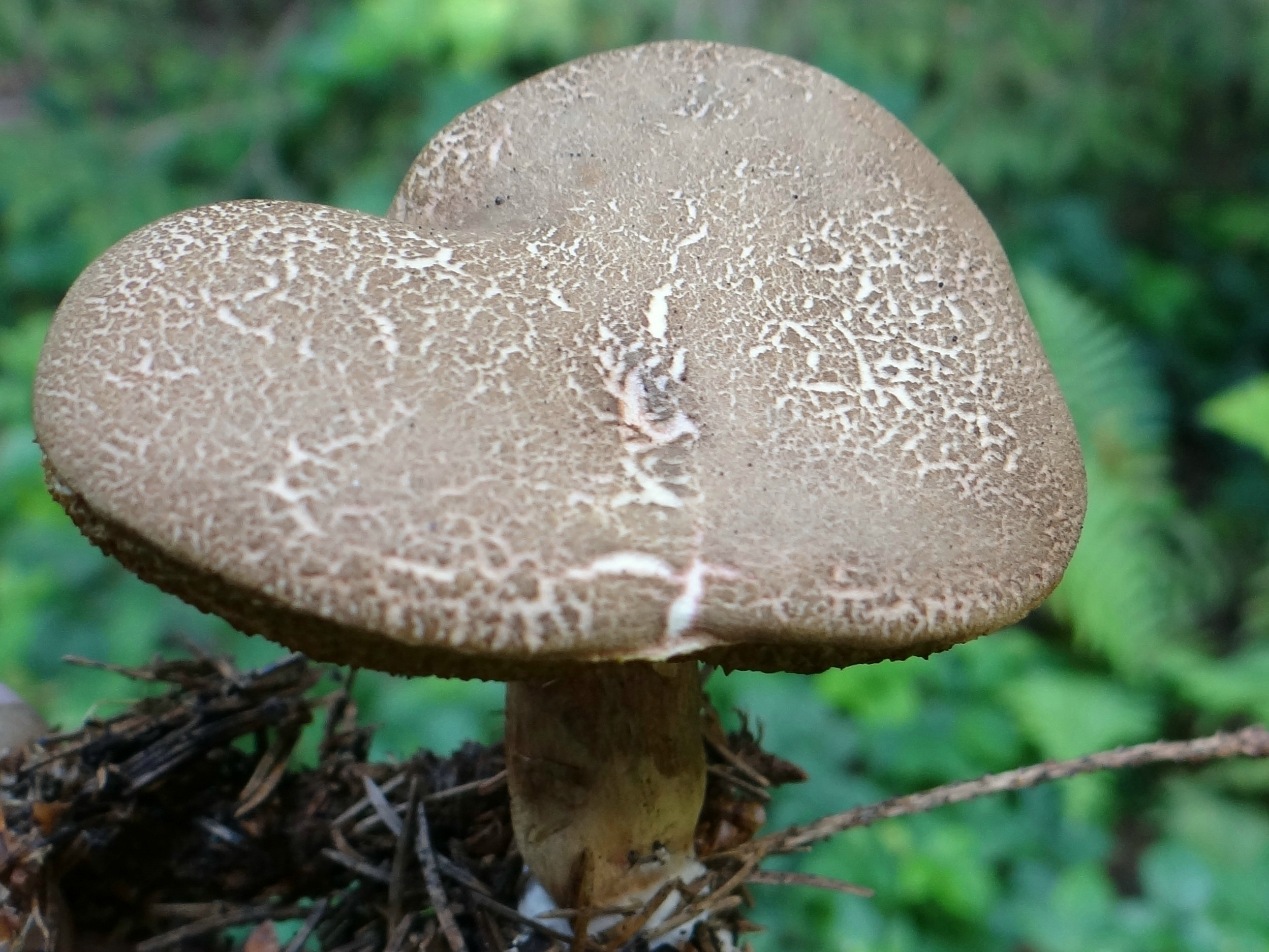
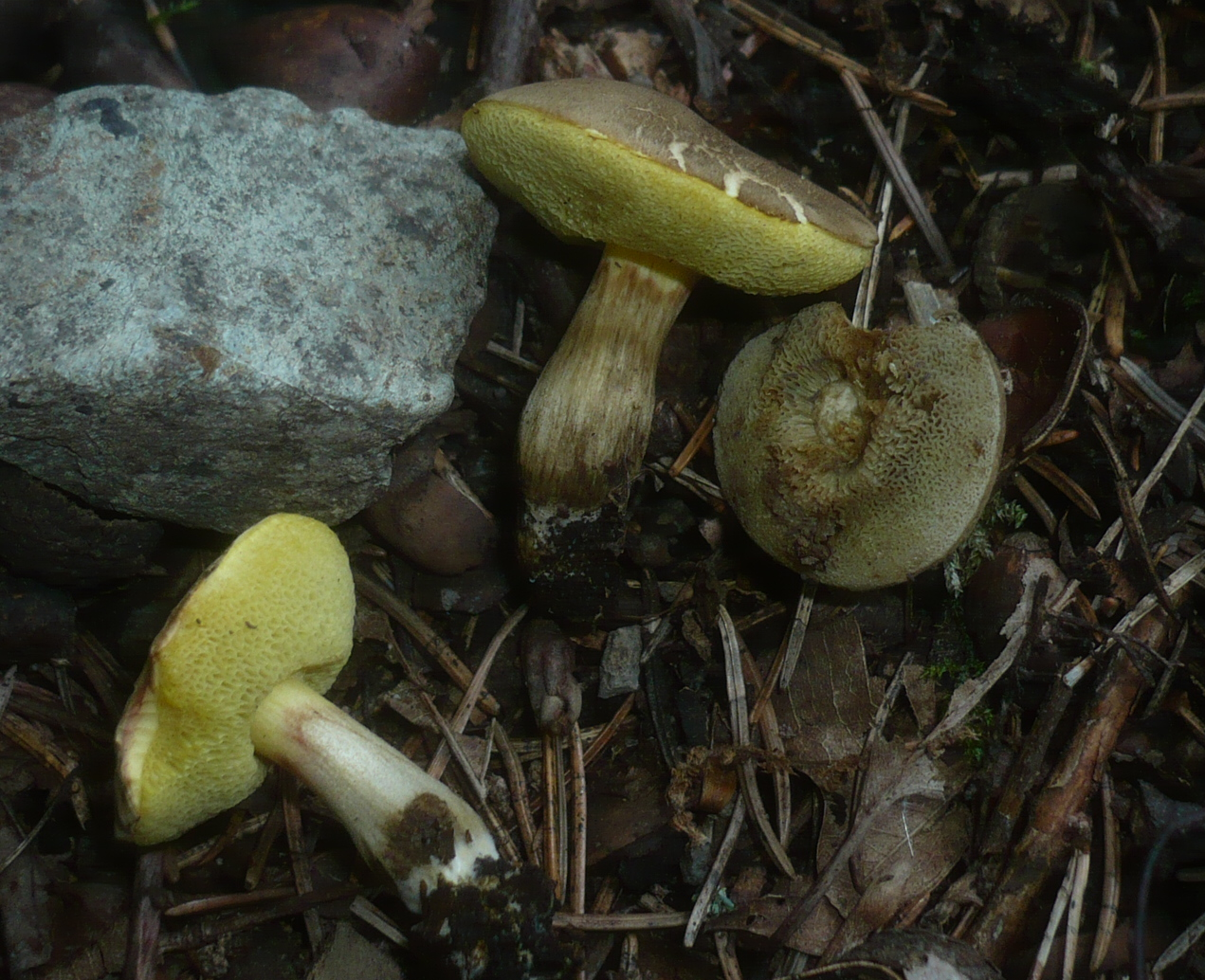
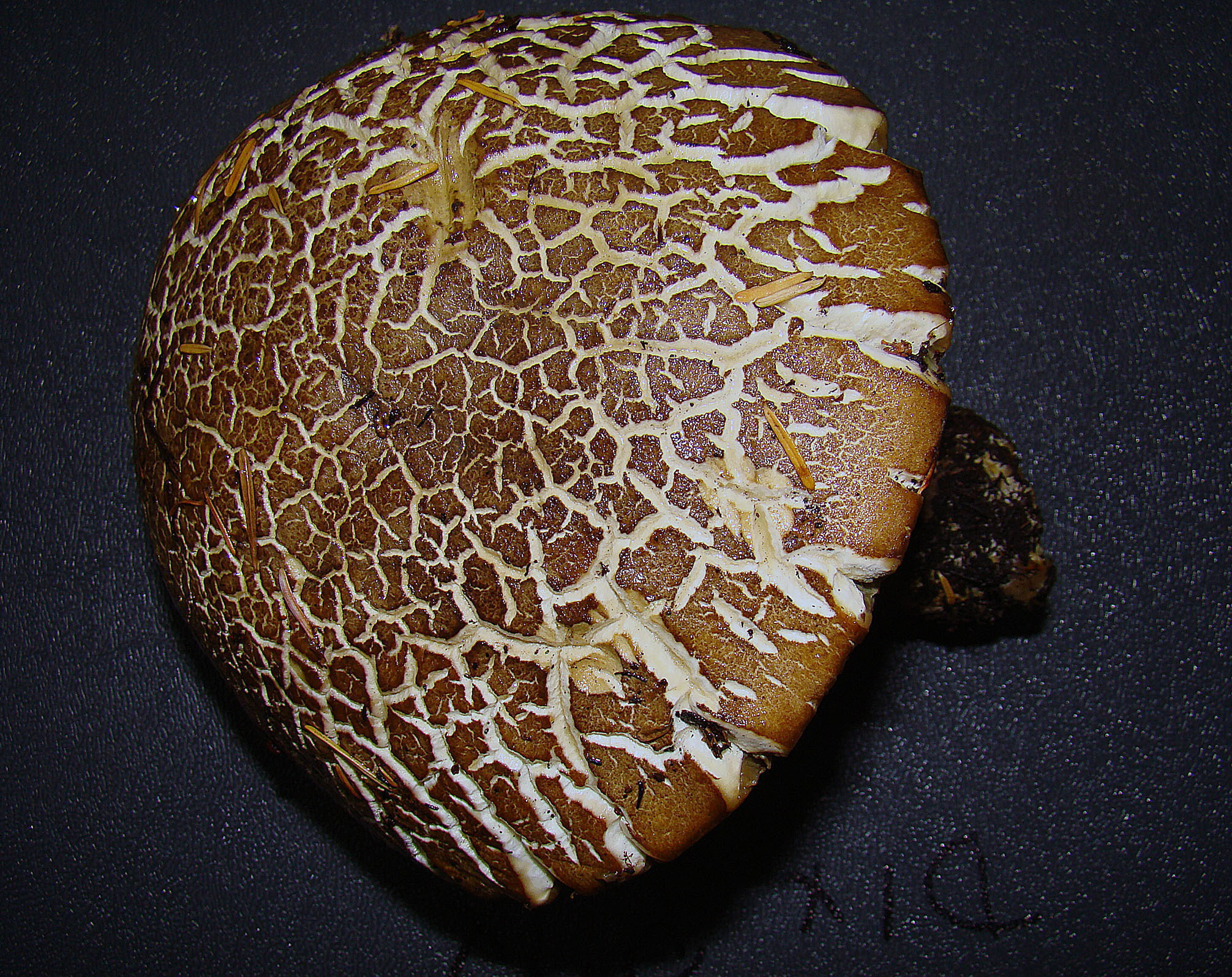
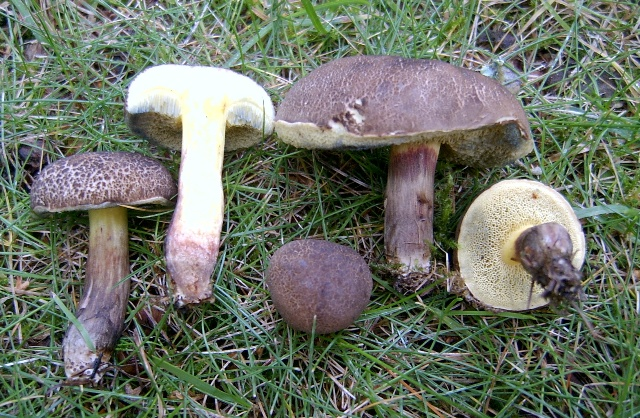

## Variétés et formes
Xerocomus marekii est aujourd'hui considéré comme une forme rouge de X. porosporus.

## Habitat et distribution
Il s'agit un champignon ectomycorhizien, poussant surtout sous les chênes, parfois sous d'autres feuillus (rare sous conifères).

## Comestibilité
Comme tous les Xerocomus au sens large, le Bolet fissuré est une espèce d'intérêt culinaire donné comme moyen de par son faible goût et sa petite taille. Elle est comestible après cuisson, de préférence en retirant le pied et en privilégiant les jeunes spécimens et les spécimens fermes dont les tubes ne sont pas très développés. Il ne fait était d'une consommation traditionnelle ou occasionnelle notable, de sorte qu'il peut être considéré comme sans intérêt alimentaire .

## Confusions possibles
- Le Bolet cisalpin (Xerocomellus cisalpinus), à la moitié inférieure du pied typiquement très bleuissante à la coupe.
- Le Bolet à chair jaune (Xerocomellus chrysenteron), à la chair du pied plus rouge et un peu plus bleuissante à la coupe.
- Le Bolet de Sarnari (Xerocomellus sarnarii), à la moitié inférieure du pied rouge betterave à la coupe.
- Le Bolet de Poeder (Xerocomellus poederi), à la moitié inférieure du pied rouge betterave à la coupe.